# Kocaköy
Kocaköy là một huyện thuộc tỉnh Diyarbakır, Thổ Nhĩ Kỳ. Huyện có diện tích 151 km² và dân số thời điểm năm 2007 là 15705 người, mật độ 104 người/km².